# 柯柯亚尔河 (阿克苏)
柯柯亚尔河，也称柯克亚河、帕克勒克苏河，位于中华人民共和国新疆维吾尔自治区阿克苏地区的一条河流，是阿克苏河左岸支流，发源于温宿县北部天山南脉南坡科契卡尔巴西苏冰川，蜿蜒向南流，经柯柯牙镇（为塔格拉克牧场）阿特奥依纳克、帕克勒克村、柯克亚村等地后进入阿克苏市境内，经阿克苏市东郊，部分河段为温宿县与阿克苏市的界河，最后于依干其乡尤勒滚鲁克村以西汇入阿克苏河。河流全长100千米，山口以上河长34千米，集水面积为488平方千米，年均径流量约0.98亿立方米。